# 兹德涅克·胡姆哈尔
兹德涅克·胡姆哈尔（捷克語：Zdeněk Humhal，1933年12月30日—2015年11月24日），捷克男子排球运动员。他曾代表捷克斯洛伐克国家队参加1964年夏季奥林匹克运动会排球比赛，获得一枚银牌。